# Wen Jiabao
En aquest nom xinès, el cognom és Wen.
Wen Jiabao (xinès: 温家宝)  (Tianjin, 15 de setembre de 1942) és un polític xinés conegut per haver exercit com el sisé primer ministre de la República Popular Xina, servint com a Cap de Govern del seu país entre 2003 i 2013. Durant el període va ser considerat com la figura principal darrere de la política econòmica xinesa. A més, va ser membre del Comitè Permanent del Politburó del Partit Comunista Xinés, l'òrgan amb major poder de facto del país, on va arribar a ser el tercer dels nou membres entre 2002 i 2012.
Va treballar com a cap de l'Oficina General del Partit entre 1986 i 1993. Guanyà presència pública quan va acompanyar al secretari general del Partit, Zhao Ziyang durant les protestes de la plaça de Tiananmén de 1989. El 1998, va ser ascendit al lloc de viceprimer sota el comandament del primer ministre Zhu Rongji, el seu mentor, i va supervisar les àmplies carteres d'agricultura i finances.
Durant el seu període com Premier, Wen, juntament amb el President Hu Jintao, va ser una part clau de la quarta generació de lideratge en el Partit Comunista Xinés, sent considerat com el principal membre de l'ala reformista del partit. En lloc de concentrar-se en el creixement econòmic a les grans ciutats i les zones costaneres riques, Wen va advocar per avançar en polítiques considerades més favorables per als agricultors i els treballadors migrants. El seu govern va reduir els impostos agrícoles i va perseguir ambiciosos projectes d'infraestructura. Després de la crisi financera mundial de 2008, el govern de Wen va injectar quatre bilions de yuans com a part d'un programa d'estímul.
Per aquelles polítiques, va esdevindre una figura popular, sent qualificat com el primer ministre del poble tant pels mitjans nacionals com internacionals. No obstant això, la família de Wen va ser objecte d'escrutini per part de periodistes de recerca per haver acumulat una fortuna massiva durant el seu temps al govern, llançant un núvol sobre el seu llegat poc abans del seu retir. Va deixar el càrrec en 2013 sent succeït per Li Keqiang, qui ha rebut menys atenció mediàtica que el seu antecessor i que el president Xi Jinping, que ha acumulat més poder que els seus antecessors des que va arribar al poder aquest mateix any.
Wen Jiabao és oriünd del districte de Beichen a la ciutat de Tianjin i pertany a l'ètnia han. En les seues pròpies paraules, va nàixer en el si d'una família intel·lectual i el seu iaio dirigia una escola de poble. La seua família va sofrir atacs en les successives campanyes polítiques i el 1960 el seu pare va ser investigat i se li va prohibir continuar exercint com a professor sent enviat a treballar cuidant porcs en una granja als afores de la ciutat. En aquell moment, el partit comunista havia obligat als intel·lectuals a “revisar el seu pensament” a través de l'autocrítica fins esdevindre ideològicament sòlids. Wen assegura que la seua infantesa va transcórrer en la guerra i les dificultats. La pobresa, l'agitació i la fam.
Wen va assistir a l'Escola Secundària de Nankai i a l'abril de 1965 va ingressar al Partit Comunista Xinés. A més de formació enginyeria, compta amb un postgrau de l'Institut de Geologia de la Xina. Va estudiar geomecànica a Pequín i va començar la seua carrera en l'oficina de geologia de la província de Gansu. Des de 1968–1978, va presidir l'Equip d'Estudi de Geomecánica sota l'Oficina Geològica de la província de Gansu i va ser cap de la secció política. Wen va ser promogut a cap de l'Oficina Geològica de la Província de Gansu, i posteriorment com a Viceministre de Geologia i Recursos Minerals.

## Trajectòria política
A la dècada del 1980, Wen va ser descobert pel llavors Secretari General Hu Yaobang, unint-se llavors a les files del Comité Central i del Politburó. Van haver algunes especulacions públiques després de 1989 sobre si estava més prop de Hu Yaobang o Zhao Ziyang, però en 2010 Wen va confirmar implícitament que havia estat un protegit de Hu. Wen va ser ascendit per treballar a la capital, on va ser director de l'Oficina d'Assumptes Generals del Partit, un òrgan que va supervisar les operacions diàries dels líders del partit. Va romandre en el càrrec durant huit anys.
Wen va acompanyar a Zhao per a vore la manifestació dels estudiants a la Plaça de Tian'anmen en 1989. A diferència de Zhao, que va ser purgat del partit alguns dies després per insubordinació greu i va viure baix arrest domiciliari en Beijing fins a la seua mort el gener de 2005, Wen va sobreviure després de les manifestacions polítiques, sent l'únic cap de l'Oficina d'Assumptes Generals del Partit que va servir amb tres secretaris generals: Jiang Zemin, Hu Yaobang i Zhao Ziyang. Fins i tot el Premier sortint Zhu Rongji va mostrar la seua estima per Wen en confiar-li des de 1998 la tasca de supervisar les polítiques agrícoles, financeres i ambientals en el càrrec de Vicepremier, en el lloc tercer de la jerarquia que ell desocupava.

### Primer ministre
Durant el seu govern, Wen va exercir un paper prominent en l'avanç de les posicions polítiques internacionals de la Xina, adquirint una considerable notorietat en l'escenari internacional que va augmentar amb l'expansió del poder econòmic del país.

#### Primer mandat
Wen va entrar al Comité Permanent del Politburó, el consell de Govern més alt de la Xina, el novembre de 2002, sent el tercer de nou membres, el lloc que tradicionalment ocupa el cap de Govern del país. Durant la transició d'autoritat en què Hu Jintao assumí la Presidència al març de 2003, la nominació de Wen com a premier va ser confirmada per l'Assamblea Popular Nacional. Després d'assumir com a Premier, Wen va supervisar la continuació de les reformes econòmiques de la Xina i va estar involucrat en el canvi dels objectius nacionals del creixement econòmic sigui com sigui a la recerca d'una economia més equilibrada i una societat més justa. llavors, l'experiència de Wen va ser posada al servei de la quarta generació de lideratge xinés, que va intentar revitalitzar l'economia rural a les regions excloses per les dos dècades de reforma anteriors. A més, el Govern xinés amb Wen es va concentrar també en els costos socials del desenvolupament econòmic, que inclouen els danys al medi ambient i la salut dels treballadors. La definició més àmplia del desenvolupament s'encapsula en la idea d'una societat xiaokang.
A diferència de Jiang Zemin i els seus protegits en el Comité Permanent del Politburó, que van formar l'anomenada camarilla de Shanghai, Wen i Hu van conrear les seues bases polítiques, en el vast interior xinés, contrastant amb la base urbana de Jiang, que era l'exalcalde de Shanghai, la ciutat més cosmopolita del país. A més, Wen va ser àmpliament conegut per haver-se enfrontat amb el llavors cap del partit en Shanghai Chen Liangyu sobre les polítiques del Govern central.
Wen va estar present en dos episodis importants relacionats amb la salut pública. A principis del 2003, va liderar les mesures del govern per posar fi a la inacció oficial sobre la crisi de la síndrome respiratòria aguda greu (SRAG). En 2004, es va convertir en el primer funcionari important xinés a abordar públicament el problema de la SIDA, que estava devastant parts de les províncies de Yunnan i Henan, amenaçant amb ser una càrrega en el desenvolupament xinés. Addicionalment a partir de 2004, Wen va visitar diverses comunitats devastades per la SIDA, manifestant també interès per la salut i seguretat dels addictes a les drogues i reconeixent que és més probable que la SIDA s'estenguera per ús indegut de drogues i la reutilització de xeringues hipodèrmiques que pel contacte sexual.
Wen va ser conegut per realitzar visites a l'atzar a zones rurals de la Xina buscant evitar els preparatius prevenir que els funcionaris locals li ocultessin la situació real. En la mateixa línia, durant diverses reunions del comitè del Consell d'Estat, Wen va deixar clar que havia d'abordar-se el problema de la disparitat de la riquesa rural, centrant-se en els tres assumptes rurals, és a dir, l'agricultura, el camp i els agricultors. Dins la línia política, l'administració Hu-Wen va abolir completament el mil·lenari impost agrícola en 2006, un moviment que va canviar significativament el model econòmic rural.
Al desembre de 2003, Wen va visitar els Estats Units per primera vegada. Durant el viatge, Wen va ser capaç de fer que el President George W. Bush emetera el que molts van vore com un lleuger retret al llavors President de la República de la Xina (Taiwan), Chen Shui-bian. Wen també va realitzar visites al Canadà i Austràlia, sobretot per qüestions econòmiques i va visitar Japó a l'abril de 2007 en el que es va denominar el viatge de desglaç, on va caracteritzar la relació entre les potències asiàtiques per al benefici mutu i es va reunir amb l'emperador Akihito.
Al març de 2005, després que la llei antisecessió fóra aprovada per una majoria de 2.896 a zero, amb dos abstencions per l'Assemblea Popular Nacional, Wen va declarar que no era una llei guerrera. No obstant això, en 2007 el pressupost militar de la Xina va augmentar en un 17,8 %, creant tensions amb els Estats Units. D'altra banda, aquell mateix any, l'Assemblea Nacional va aprovar una llei molt discutida, que va reconèixer per primera vegada la propietat privada equiparant la seua protecció a la de la pública i a la col·lectiva.

#### Segon mandat

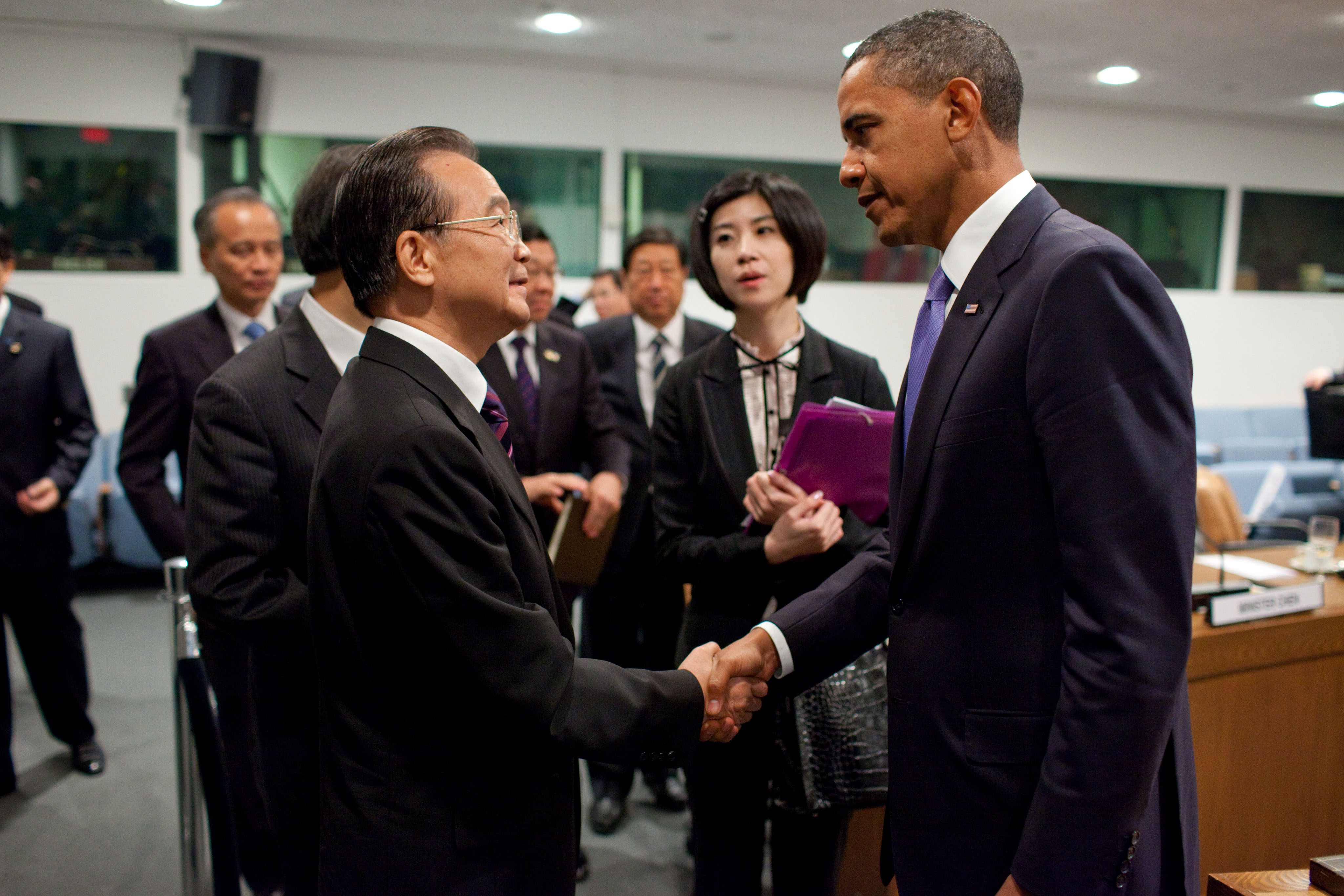
Wen Jiabao amb Barack Obama.

El 16 de març del 2008, Wen va ser reelegit per a un segon mandat de cinc anys com premier de la Xina, liderant els esforços per refredar l'altíssima inflació i mostrar el país davant el món en els Jocs Olímpics 2008. En aquell mandat, Wen va enfrontar greus problemes econòmics com els efectes de la Gran Recessió. L'estabilitat social i l'activisme nacional a les regions conflictives de l'interior de la Xina també van dominar l'agenda política de Wen. És així que durant els disturbis en el Tibet de 2008, Wen va dir que les forces de seguretat xineses van actuar moderadament per fer front als disturbis i va culpar als partidaris de Dalai Lama per la violència que va envoltar les protestes, negant-se a negociar amb Dalai Lama i els seus seguidors, fins que optaren per renunciar a les activitats separatistes.
La popularitat del Premier Wen Jiabao va ser impulsada significativament quan va viatjar a la zona del desastre del terratrèmol de Sichuan de 2008 després d'amb prou feines unes poques hores d'ocorregut el mateix. Va ser nomenat Comandant General de la Comissió d'Esforços per a l'Alleujament del Terratrèmol immediatament després de la catàstrofe. Després de diverses visites a la zona, es van mostrar imatges del Premier en els mitjans nacionals, nombrosos videos van aparèixer en els llocs de video xinesos fent comparacions amb l'ex Premier Zhou Enlai, una figura molt popular que també va ser sobrenomenat com el Premier del poble. Mentre que els líders xinesos sovint apareixen en la televisió estatal mirant amb bastant rigidesa i estant immòbils, les imatges de Wen al lloc dels fets i el seu caràcter directe van atreure un gran seguiment popular per part dels ciutadans xinesos.
En l'Assemblea Popular Nacional del 2009, Wen va transmetre un missatge de tranquil·litat que el creixement de la Xina no cauria per baix del 8% aquell any. També va confirmar que el seu govern introduiria un nou paquet d'estímul. També va expressar la seua preocupació sobre la seguretat de les reserves de la Xina de deute americà, i en un gest més inusual, Wen també va expressar interès a visitar Taiwan.

#### Relacions Xina-Unió Europea
Durant el govern de Wen, el comerç entre la Xina i la Unió Europea va superar els 167.000 milions d'euros, convertint a la UE en el major soci comercial de la Xina durant huit anys consecutius.
Al desembre de 2003, durant la seua primera visita a la Xina durant el govern de Wen, el llavors canceller alemany Gerhard Schröder, va advocar per aixecar l'embargament d'armes de la UE a la Xina i vendre un reactor nuclear. Un any més tard, Schröder va tornar a demandar la fi de l'embargament, fet que va dividir a la UE durant la dècada del govern de Wen. Regne Unit va ser un dels Estats que més oposició va mostrar, enfront de països partidaris d'eliminar les barreres, com Espanya o França. En 2011, la cap de la diplomàcia europea, Catherine Ashton, va assegurar que l'embargament d'armes era el principal impediment per reforçar els vincles entre Xina i la UE. El 2012, durant l'últim cim amb la UE a la qual va assistir Wen, el Premier va lamentar que no s'haguera revocat la mesura. A l'inici de la reunió, el president del Consell Europeu, Herman Van Rompuy va lloar el mandat del sortint Wen quant a la millora de les relacions Xina-UE en els últims deu anys. La trobada bilateral es va dur a terme enmig de grans restriccions a la premsa, per la qual cosa Wen va ser considerat com l'únic líder mundial capaç de vetar rodes de premsa en la UE.
Wen es va reunir amb els líders del Consell Europeu en una cimera Xina-Unió Europea a la fi de novembre de 2009 en Nanjing. Durant la reunió el Premier va rebutjar les peticions per a què Xina revaluara el Yuan i reexaminara el seu règim canviari, agregant que "alguns països estan d'una banda, pressionant a la Xina perquè aprecie la seua moneda, mentre que d'altra banda estan practicant el proteccionisme comercial contra Xina en formes diferents".
Després d'una reunió amb l'Alta representant de la UE Catherine Ashton al setembre de 2010, Wen va valorar la signatura del Tractat de Lisboa considerant que havia portat amb si una simplificació del procés de presa de decisions en la UE. Al juny següent, després d'una roda de premsa amb la canceller alemanya, Angela Merkel, després d'un cim a Berlín, Wen es va comprometre a comprar certa quantitat de deute sobirà, de diversos Estats membres de la Unió Europea per ajudar-los a resistir els efectes de la Gran Recessió.

#### Conflictes en el Gran Orient Mitjà
Acabat d'iniciar el seu mandat com Premier al març de 2003, Wen es va unir a Alemanya i França mostrant la seua oposició a l'ultimàtum que el govern dels Estats Units havia donat al president de l'Iraq Saddam Hussein perquè abandonara el poder. Finalment, una coalició encapçalada pels nord-americans va envair l'Iraq poc després iniciant una guerra que va agreujar la situació al país àrab.
El govern de Wen també es va mantindre distant dels països que van intervenir militarment en la Guerra Civil Líbia declarant que “Les tropes estrangeres poden guanyar la guerra però no poden guanyar la pau”. També referent a un altre conflicte de la denominada Primavera Àrab (2010-2012), el Premier declarà que el seu país no protegiria a cap de les parts en la Guerra civil siriana, “incloent al govern de Síria” dirigit per Bashar al-Ásad.
No obstant això, Xina també va intervenir militarment a la regió en enviar flotilles d'escorta per participar des de 2009 en la cooperació internacional contra pirateria a Somàlia.

#### Democràcia i Estat de Dret
Al començament de 2007, Wen va destacar que "el sistema socialista continuarà a la Xina durant els propers 100 anys", encara que més tard en una conferència de premsa en l'Assemblea Popular Nacional de 2007, va afirmar que "la democràcia és un dels objectius bàsics del sistema socialista". A més, en una entrevista al setembre de 2008, Wen va reconèixer que el sistema democràtic a la Xina deu millorar-se, on el poder "realment pertanya al poble" a través de la construcció d'un sistema judicial independent i que el Govern accepte les crítiques de la gent. Quan se li va preguntar si Xina es liberalitzarà cap a unes eleccions lliures en els propers 25 anys, Wen va afirmar que seria "difícil de predir". Sobre el tema de Taiwan, Wen va manifestar creure en la conveniència de mantindre negociacions graduals i sobre el tema del Tibet, Wen s'adhereix a la línia del partit a condemnar al Dalai Lama per incitar la violència separatista.
L'agost del 2010 es va mostrat partidari d'una reforma política. Els comentaris de Wen van ser censurades àmpliament en els mitjans de comunicació estatals, però es va guanyar el suport d'un grup d'uns 23 veterans del partit a l'octubre, que van denunciar la censura de les autoritats als comentaris de Wen en una carta oberta a l'Assemblea Popular Nacional.
En una altra entrevista que va fer-se pública l'octubre de 2010, Wen va formular la següent declaració: “He resumit els meus ideals polítics en les següents quatre oracions. Per a permetre que tots porten una vida feliç amb dignitat. Per a permetre que tots se senten segurs. Per a permetre que la societat s'unisca amb equitat i justícia. I perquè tots tinguen confiança en el futur”.
A principis de 2011, Wen es va convertir en el primer mandatari xinés a rebre als seus ciutadans en una visita a l'oficina central de peticions en Beijing, un despatx en el qual les persones pot lliurar queixes cap al govern. Oficialment, la visita va tindre com a objectiu estimular als ciutadans a emetre les seues opinions sobre el govern i fer les seues demandes de justícia.

## Imatge pública i influència política
Les visites de Wen a les escenes dels diversos desastres, inclòs el terratrèmol de Sichuan de 2008, li han valgut una considerable reputació com un líder accessible en contacte amb les experiències de la gent. No obstant això, grups dissidents al·leguen que la desfilada d'aparicions de Wen en els mitjans de comunicació xinesos eren una campanya de relacions públiques dissenyada per distraure a la gent dels veritables problemes. D'altra banda, Li Datong, un defensor a favor de la democràcia, va dir que "entre els màxims dirigents xinesos, Qui parla de democràcia? Qui parla sobre els valors universals i la llibertat?... Wen és l'únic". Li va estimar que Wen buscava implementar reformes democràtiques, però no comptava amb el poder suficient per prendre decisions importants sobre el tema a causa de l'oposició interna.
Com el cap del Govern Central Popular de la Xina, Wen va ser considerat com un dels estadistes més poderosos del món. En 2006, va ser nomenat en la llista dels Time 100. En 2009, va ser nomenat com un dels deu integrants, i l'únic no nord-americà, en una llista compilada per la cadena American Broadcasting Company (ABC) de les persones que van modelar més l'economia dels Estats Units des del 2000. L'agost de 2010, va ser nomenat "L'home del poble" per Newsweek. A l'octubre de 2010, va ser seleccionat per a la portada de la revista Time amb el títol "Wen's World". En 2011, aparegué en catorzena posició en la llista de la revista Forbes de les persones més poderoses del món.

## Família i negocis
Wen Jiabao està casat amb Zhang Peili, una inversora i experta en joies, que rarament ha aparegut amb Wen en públic. Tenen un fill, Wen Yunsong, qui és director general d'Unihub, una companyia de xarxes de la Xina, i una filla, Wen Ruchun.
Els membres de la família de Wen han estat objecte d'escrutinis fora de la Xina continental. Mitjans de comunicació taiwanesos comentaren les suposades fortunes personals de Zhang Peili pel seu negoci de joieria, mentre que el Financial Times va informar sobre una signatura de capital privat, New Horizon Capital, co-fundada pel seu fill Yunsong. S'ha assegurat també que a finals de la dècada del 1990, Wen va ser un dels principals inversors i fundadors de Ping An Insurance.
El 2012, el Partit Comunista Xinès va realitzar una recerca interna sobre les acusacions realitzades pel diari The New York Times contra la família Wen, que suposadament hauria acumulat una fortuna oculta xifrada almenys en US$2.700 milions, segons l'anàlisi realitzada a partir de dades corresponents al període 1992-2012.